# Granica mozambicko-tanzańska
Granica mozambicko-tanzańska – granica międzypaństwowa dzieląca terytoria Mozambiku i Tanzanii o długości 756 kilometrów.
Początek granicy to trójstyk granic Malawi, Tanzanii i Mozambiku nad jeziorem Niasa. Następnie granica biegnie linią prostą w kierunku wschodnim i dociera do rzeki Rovuma, która płynie w kierunku wschodnim. Granica kończy się przy ujściu rzeki do Oceanu Indyjskiego pomiędzy mozambickim Namuiranga i tanzańskim Mwambo.
Granica powstała w 1885, rozdzielając Portugalską Afrykę Wschodnią z Niemiecką Afryką Wschodnią. W 1919 roku u ujścia rzeki Ruvuma granica uległa zmianie. Traktatem wersalskim tzw. Trójkąt Kionga przekazany został Mozambikowi. Granica w obecnej postaci powstała po proklamowaniu niepodległości przez Mozambik w 1975 roku.